# Landa (torrente)
Il Landa è un corso d'acqua del basso Appennino bolognese, determinato come torrente. È l'ultimo affluente del tratto collinare del torrente Lavino.
Il Landa nasce alle pendici di un'altura (325 m s.l.m.) nel territorio del comune di Monte San Pietro. Scorre poi in direzione nord-est, lambendo l'abitato di Loghetto fino a gettarsi da sinistra nel Lavino in località Rivabella, frazione del comune di Zola Predosa. 
Il Landa è lungo circa dieci chilometri ed è uno dei principali affluenti del Lavino che, dopo la sua confluenza, allarga la propria valle fino a giungere in pianura, Zola Predosa.